# Лопес, Линда
Ли́нда Ло́пес (англ. Lynda Lopez; род. 14 июня 1971, Бронкс, Нью-Йорк) — американская журналистка и телеведущая.

## Биография
Линда Лопес родилась 14 июня 1971 года в Нью-Йорке (штат Нью-Йорк, США) в семье компьютерного специалиста Дэвида Лопеса и воспитательницы детского сада Гуаделюп Родригес. У Линды есть две старших сестры — Лесли Лопес и Дженнифер Лопес (род.1969).
Лопес начала свою радиовещательную карьеру в WBAB и WLIR на Лонг-Айленде. Позже она поступила на работу в WXXP-FM, также на Лонг-Айленде, и как помощник директора программы и музыкального руководителя.
Состоит в фактическом браке с Адамом Голдфридом. У пары есть дочь — Люси Урен Лопес-Голдфрид (род.28.08.2008).